# Dothioraceae
Dothioraceae es una familia de hongos en el orden Dothideales. Las especies en esta familia tienen una amplia distribución, y son biotróficas o necrotróficas, por lo general asociadas con plantas leñosas.